# Leptochilus chinensis
Leptochilus chinensis är en stekelart som beskrevs av Gusenleitner 2001. Leptochilus chinensis ingår i släktet Leptochilus och familjen Eumenidae. Inga underarter finns listade i Catalogue of Life.